# (37) Fidès
(37) Fidès (désignation internationale (37) Fides, littéralement « foi, fidélité ») est un astéroïde de la ceinture principale découvert par Robert Luther le 5 octobre 1855. Il a été nommé d'après Fides, déesse romaine de l'honneur.
Fidès est, avec deux autres astéroïdes découverts par Luther, (28) Bellone et (35) Leucothée, l'un des seuls astéroïdes trouvés après 1851 à posséder un symbole astronomique : .

## Compléments